# Sissi (película)
Sissi o Sissí es una película de 1955, dirigida por Ernst Marischka y protagonizada por Romy Schneider, Karlheinz Böhm, Magda Schneider, Franz Uta, Gustav Knuth, Vilma Degischer y Josef Meinrad. La película constituye la primera parte de una trilogía de películas románticas sobre la vida de la célebre Emperatriz de Austria, Isabel de Baviera, conocida familiarmente como "Sissi".

## Guion
La película está basada en la obra Sissys Brautfahrt, de Ernst Décsey y Gustav Holm.

## Argumento
La película narra la vida tranquila y libre de la princesa Isabel en el Palacio de Possenhofen, rodeado por el lago Starnberg, donde la princesa reside junto a sus padres, los duques Max y Ludovica en Baviera, y sus varios hermanos.
Se muestra la relación estrecha de Isabel con su padre y su querida hermana Elena (llamada Nenne o Nené) hasta que llega al Palacio Ducal un mensaje desde Viena, capital del Imperio austríaco de los Habsburgo. La emisora de la carta es la todopoderosa hermana de Ludovica, la archiduquesa Sofía, y en ella se informa de sus intenciones de que Nené contrajera matrimonio con su hijo, el Emperador Francisco José I de Austria.
Encantada por el honor de ser la suegra del emperador de Austria, Ludovica acepta, y para que Max no desconfíe, decide llevar junto a ellas a Sissi, la hermana pequeña, para que todo parezca un simple viaje.
El encuentro es en la Villa Imperial de Bad Ischl con motivo del cumpleaños de Francisco José, pero el joven emperador, al conocer a Sissi y su espontaneidad, se enamora profundamente de la princesa. A pesar de la negativa de Isabel, el emperador anuncia el compromiso en un baile, ante la presencia de las reinas de Sajonia y Prusia. En el baile estaba previsto que Francisco acompañase a Nené a la mesa y bailara con ella el cotillón; acto seguido, se anunciaría el compromiso; pero el amor pudo más y Sissi fue la escogida.
Con motivo del cumpleaños del emperador, el compromiso se celebra con fuegos artificiales. A pesar de los intentos de Sofía por disuadir a su hijo, y de sus continuos intentos por molestar a Sissi, la boda se llevará a cabo en una magnífica ceremonia en Viena.

## Reparto
- Romy Schneider, como su Alteza Real, la princesa Isabel de Baviera; más tarde, como su Majestad Imperial, la emperatriz Isabel de Austria, llamada Sissi (protagonista).
- Karlheinz Böhm, como su Majestad el emperador Francisco José I de Austria y futuro esposo de Sissi.
- Magda Schneider, como la Duquesa Ludovica en Baviera, madre de Sissi.
- Uta Franz, como la princesa Elena de Baviera, llamada "Nené", hermana mayor de Sissi.
- Gustav Knuth, como el duque Maximiliano de Baviera, padre de Nené y de Sissi.
- Vilma Degischer, como la poderosa archiduquesa Sofía, madre de Francisco José I y futura suegra de Sissi.
- Josef Meinrad, como el mayor Böckl.
- Erich Nikowitz, como el archiduque Francisco Carlos de Austria, el padre de Francisco José.
- Karl Fochler, como el conde Grünne.
- Franz Böheim, como Johann Petzmacher.
- Peter Weck, como Su Alteza el archiduque Carlos Luis de Austria.
- Hilde Wagener, como la baronesa Wulffen.
- Egon von Jordan, como el primer ministro Graf Arco.
- Richard Eybner, como el maestro de postas von Ischl.
- Otto Treßler, como el mariscal Joseph Radetzky.

## Lugares de rodaje
- Estudios Atelier Sievering, Viena, Austria.
- La Villa Imperial y alrededores de Bad Ischl, Alta Austria, Austria.
- Dürnstein, Baja Austria, Austria.
- Innsbruck, Tirol, Austria.
- Palacio Fuschl (representa al palacio ducal de Possenhofen), Fuschl, Salzburg, Austria.
- Palacio de Schönbrunn, Schönbrunner Schloßstraße 47-49, Hietzing, Viena, Austria.
- La boda se rodó en la Iglesia de San Miguel de Viena, en Viena, Austria.

## Estreno
Se estrenó el 24 de diciembre de 1955 en Viena, Austria; el 22 de diciembre, en Alemania Occidental; el 1 y 30 de marzo de 1956, en Suecia y Bélgica, respectivamente; el 31 de agosto, en Dinamarca; el 28 de septiembre, en Finlandia; el 2 de octubre, en Portugal; el 22 de enero de 1957, en Francia; en enero de 1958, en Turquía, y en 1959, en Japón.
Fue reestrenada el 1 de julio de 1963 en Austria; el 13 de septiembre de 1968, en Finlandia, y el 25 de noviembre de 1979, en Portugal.
Para las navidades de 1998 (25 de diciembre) se estrenó en Alemania una versión restaurada de la película, esta vez para televisión. En Estonia fue estrenada en 2009 por German Film Week.

## La trilogía
Como secuela de esta película, surgen las películas dirigidas por Ernst Marischka:
- Sissi Emperatriz —título original;Fortsetzungen Sissi - Die junge Kaiserin, traducido al español como Sissi, la joven emperatriz)— producida en 1956
- El destino de Sissi —título original;Sissi – Schicksalsjahre einer Kaiserin, traducido al español como Sissi, fatídicos años de una emperatriz— de 1957

En 1962, una versión condensada de la trilogía se publicó en inglés con el título Forever My Love.
Schneider volvió a interpretar el papel de Elisabeth en la película Ludwig (1972), dirigida por Luchino Visconti.

## Curiosidades
La película de animación 2007 "Lissi", es una parodia de Sissi.
La actriz Magda Schneider, que interpreta a la duquesa Ludovica en las tres películas de la serie, es la madre de Romy Schneider en la vida real.